# Teodorico Pedrini
Teodorico Pedrini (ur. 30 czerwca 1671 w Fermo – zm. 10 grudnia 1746 w Pekinie) – prezbiter katolicki, lazarysta, misjonarz działający w Chinach, muzyk i kompozytor. Jego działalność na dworze cesarza Kangxi i jego następców przyczyniła się w znaczący sposób do przeniesienia na grunt chiński muzycznych tradycji zachodnioeuropejskich.
W 1698 wstąpił do zgromadzenia lazarystów, w 1700 złożył śluby wieczyste. W 1703 papież Klemens XI wyznaczył go do wyjazdu na dwór cesarza Kangxi, gdy ten zwrócił się z prośbą o skierowanie do niego europejskiego artysty-muzyka nadwornego. Pedrini miał udać się do Pekinu razem z legatem papieskim Karolem de Tournon. Nigdy jednak nie dołączył do towarzyszącej mu grupy misjonarzy. Z Europy wyjechał w grudniu 1703, podróżując do Chin przez Ocean Atlantycki. W czerwcu 1704 na skutek silnych wiatrów trafił do Limy, gdzie pozostał przez rok. W 1705 znalazł się w Meksyku, skąd w 1707 dotarł do Filipin. W Mariveles, gdzie żył przez dwa lata, spotkał grupę pięciu innych misjonarzy, z którymi w 1710 ostatecznie dotarł do Makau. Tam spotkał się z de Tournanem, patriarchą Antiochii, któremu przekazał nadany mu przez papieża w 1707 kapelusz kardynalski. De Tournan rekomendował cesarzowi Pedriniego jako nadwornego muzyka i wkrótce potem, 8 czerwca, zmarł. Dopiero po jego śmierci Pedrini udał się do Pekinu, gdzie ostatecznie trafił w 1711.
Jako nadworny muzyk Teodorico Pedrini był odpowiedzialny za budowę i naprawę instrumentów muzycznych wzorowanych na zachodnich. Zajmował się również komponowaniem własnych utworów oraz tworzeniem tekstów teoretycznych: dokończył traktat poświęcony zachodniej muzyce rozpoczęty przez innego misjonarza, portugalskiego jezuitę Tomé Pereirę (zm. 1708). Tym samym w decydujący sposób przyczynił się do wprowadzenia na grunt chiński tradycji muzycznych Europy Zachodniej.
Wysoka pozycja, jaką zdobył na dworze cesarza Kangxi, skłoniła władcę do powierzenia mu zadań wychowawcy swoich trzech synów. Jego sytuacja gwałtownie zmieniła się w 1721, kiedy na skutek intryg jezuitów został pozbawiony dotychczasowych funkcji i wtrącony do więzienia. Został uwolniony w 1723 po interwencji nowego cesarza Yongzhenga, swojego dawnego ucznia. Wrócił wówczas do swoich dawnych zadań na dworze. Łączył je z prowadzeniem pracy misyjnej: szczególną uwagę poświęcał zwalczaniu funkcjonujących w katolickich wspólnotach Chin pozostałości obrzędów wywodzących się z miejscowych wierzeń pogańskich, realizując politykę papiestwa w tym zakresie wyrażoną przez Klemensa XI.
W 1723 założył w Pekinie kościół Xizhimen, pierwszą katolicką placówkę duszpasterską w tym mieście, która nie pozostawała pod kontrolą jezuitów.
W 1742 ponownie znalazł się w konflikcie z jezuitami, którzy oskarżyli go o przywłaszczenie sobie sumy pieniędzy uzyskanej z nielegalnej sprzedaży własności kościelnej. Ostatecznie uniewinniony został dopiero w 1746, na krótko przed swoją śmiercią.